# Камелія Дьяконеску
Камелія Дьяконеску (2 лютого 1963) — румунська академічна веслувальниця.
Срібна призерка Олімпійських Ігор 1984 року в складі вісімки.
Бронзова призерка Чемпіонату світу 1985, 1986 років у складі вісімки.